# Начики (река)
Начи́ки — река на северо-востоке полуострова Камчатка.
Длина реки — 140 км. Площадь водосборного бассейна — 1800 км². Образуется при слиянии рек Правая и Левая Начики на высоте 100,9 метров над уровнем моря. Протекает по территории Карагинского района Камчатского края.
Впадает в Укинскую губу пролива Литке.
Реку назвали в начале XVIII века русские казаки по имени местного тойона Начики.

## Данные водного реестра
По данным государственного водного реестра России относится к Анадыро-Колымскому бассейновому округу.
Код объекта в государственном водном реестре — 19060000312120000010406.